# Champion System Pro Cycling Team/2012
Deze pagina geeft een overzicht van de Champion System Pro Cycling Team-wielerploeg in 2012. Het team was dit seizoen een van de professionele continentale wielerploegen.

## Algemene gegevens
Sponsor: Champion System
Algemeen manager: Edward Beamon
Ploegleider: Tim Meeusen, Burke Swindlehurst
Fietsmerk: Fuji Bike

## Renners
| Naam                          | Geboortedatum | Nationaliteit    | Ploeg 2011                     |
| ----------------------------- | ------------- | ---------------- | ------------------------------ |
| Clinton Avery                 | 03-12-1987    | Nieuw-Zeeland    | Neo                            |
| Liu Biao                      | 15-03-1988    | China            | Qinghai Tianyoude Cycling Team |
| Joris Boillat                 | 23-01-1983    | Zwitserland      |                                |
| Chris Butler                  | 16-02-1988    | Verenigde Staten | BMC Racing Team                |
| William Clarke                | 11-04-1985    | Australië        | Leopard - Trek                 |
| Matthias Friedemann           | 17-08-1984    | Duitsland        |                                |
| Gorik Gardeyn                 | 17-03-1980    | België           | Vacansoleil-DCM                |
| Jiang Kun                     | 13-12-1989    | China            | Max Success Sports             |
| Jiao Pengda                   | 13-06-1986    | China            | Max Success Sports             |
| Aaron Kemps                   | 10-09-1983    | Australië        | V Australia                    |
| Jaan Kirsipuu                 | 17-07-1969    | Estland          |                                |
| Craig Lewis                   | 01-10-1985    | Verenigde Staten | Team HTC-High Road             |
| Anuar Manan                   | 11-10-1986    | Maleisië         | Terengganu Cycling Team        |
| Mart Ojavee                   | 09-11-1981    | Estland          |                                |
| Mohammed Adiq Husainie Othman | 29-04-1991    | Maleisië         | Drapac                         |
| Wong Steven                   | 28-04-1988    | Hongkong         |                                |
| Wu Kin San                    | 04-05-1985    | Hongkong         |                                |
| Cameron Wurf                  | 03-08-1983    | Australië        | Liquigas-Cannondale            |
| Xu Gang                       | 28-01-1984    | China            | Max Success Sports             |

## Belangrijke overwinningen
| Tour Down Under 2e etappe: William Clarke Ronde van Japan 1e etappe: William Clarke Tour de Beauce 2e etappe: Craig Lewis |

2010 · 2011 · 2012 · 2013